# Cmentarz żydowski w Jodłowej
Cmentarz żydowski w Jodłowej – kirkut służący społeczności żydowskiej Jodłowy i okolic. Znajduje się w przysiółku Wisowa. Został założony w XIX wieku, przetrwał szczęśliwie okres II wojny światowej, ale uległ znacznej dewastacji w okresie PRL, kiedy to okoliczna ludność wykorzystywała nagrobki do prac budowlanych. Do naszych czasów zachowało się jedynie kilka stojących nagrobków. Na niektórych zachowały się inskrypcje oraz typowa dla cmentarzy żydowskich symbolika.